# Siorapaluk
Siorapaluk ("Et mindre, sandet sted", eller Hiurapaluk (”lille sand") opkaldt efter den smalle sandstrand foran bygden) er den nordligste bygd i Grønland, og et af verdens nordligste bosteder, beliggende på den nordlige side af Robertson Fjord, ca. 50 km nordvest fra Qaanaaq. Bygden var en del af Qaasuitsup Kommune, men har siden 2018 hørt til Avannaata Kommune. Der er ca. 42 indbyggere i Siorapaluk (2018). I 2006 havde bygden 93 indbyggere. Bygden befinder sig 78 grader på den nordlige breddegrad 1362 kilometer fra Nordpolen og mellem et bjerg og pakisen. Mørketiden varer 108 dage, og der er 120 dage med midnatssol.
En stor del af bygdens beboerne er efterkommere af canadiske inuitter, som indvandrede til Grønland ved at rejse over Smith Sund omkring 1880. Indbyggerne taler både grønlandsk samt den nordlige dialekt inuktun ("thulesprog"), og de har på flere områder mere tilfælles med de canadiske inuitter end med grønlændere længere mod syd.
Fangeren Ikuo Oshima fra Japan kom til bygden i 1972. Han er gift med grønlænderen Anna Oshima. De har fem børn, og 13 børnebørn og sønnen Maassannguaq er som sin far fanger i Siorapaluk. Ikuo Oshima blev den første japaner som nåede nordpolen som medlem af Nihon Universitetets ekspedition i 1978.
Siorapaluk ligger på en sydvendt skråning, der gennemskæres af flere elve. En elv opdeler bygden i to dele: et vestligt boligområde og et østligt område med boliger og centerfunktioner. Bygden har sin egen skole, "Evap Atuarfia", med plads til 7 elever fra 1. 7. klasse.. Bygden består af omkring 20 små farvede træhuse. Der er butik, posthus, bank, skolekapel, sundhedsstation, varmeværk, elektricitetsværk og et lille bibliotek. Servicehuset rummer bygdens eneste sanitære faciliteter.
Der er gode fangstmuligheder i området, særligt efter sæl, hvalros, isbjørn, polarræv, polarhare og søkonge. De fleste af indbyggerne går på jagt, nogle enkelte varer kan man få i butikken. Antallet af jægere er halveret siden 2005. Fiskeri er begrænset i bygden, men udover fangst henter indbyggerne indtægter fra fremstilling af husflidsprodukter. Hertil er der arbejdspladser i forbindelse med butik, skole, kommunal virksomhed og i noget omfang turisme.
To gange om året ankommer der et fragtskib med friske forsyninger. Hele året flyves der hver anden uge med helikopter til Siorapaluk Helistop. I vintertiden er det ligeledes muligt at komme til bygden med hundeslæde eller snescooter fra Qaanaaq, og i juli, august og september kan bygden – alt efter is- og vejrsituationen – besejles. Der er ingen officielle overnatningsmuligheder i Siorapaluk, så de eneste muligheder er overnatning i telt eller hos private. Når det stormer eller tåget, kan det vare længere, indtil beboerne igen kan fylde deres forråd op.